# هيرمان بورخارت
هيرمان بورخارت (18 نوفمبر 1857- 19 ديسمبر 1909)، مستكشف ورحالة ومصور ألماني من أصل يهودي ولد في برلين، اشتهر بمقالاته المصورة بالأبيض والأسود لمشاهد في شبه الجزيرة العربية في أوائل القرن العشرين.

## حياته
تفرغ للترحال ودراسة حضارات الأمم الأخرى في أواسط عام 1880، وبعد أن حصل على شهادة في أدارة الأعمال عمل في التجارة ولكنه تركها ودخل معهد اللغات الشرقية في برلين (1890-1893) لدراسة الحضارات في مناطق الشرق الأوسط من العالم الاسلامي. ثم انتقل إلى دمشق حيث واصل أبحاثه، ومن هناك قام برحلات عدة داخل سوريا نفسها وبلاد فارس والجزيرة العربية وأفريقيا وآسيا الوسطى.وفي عام 1903 قام بورخارت بجولة بين البصرة ومسقط (عمان) حيث زار مختلف إمارات جنوب الخليج العربي، وفي السادس من ديسمبر 1903 غادر بورخارت البصرة ووصل إلى أبوظبي في الرابع من فبراير 1904 وذلك بعد أن توقف في الكويت والبحرين وقطر. وبعد أبوظبي توجه إلى دبي. وتجدر الإشارة إلى أن بورخارت هو الذي التقط صورة الشيخ زايد بن خليفة الأول (1855-1905) وهو في مجلسه أمام قصر الحصن. وفي عام 1906 ألقى بورخارت محاضرة عن رحلاته إلى الخليج أمام أعضاء الجمعية الجغرافية ونشر نص المحاضرة في مجلة الجمعية بعنوان (رحلاتي الخاصة إلى شرق شبه الجزيرة العرب من البصرة حتى مسقط) ولقد قتل في اليمن عام 1909 أثناء عودته إلى وطنه.

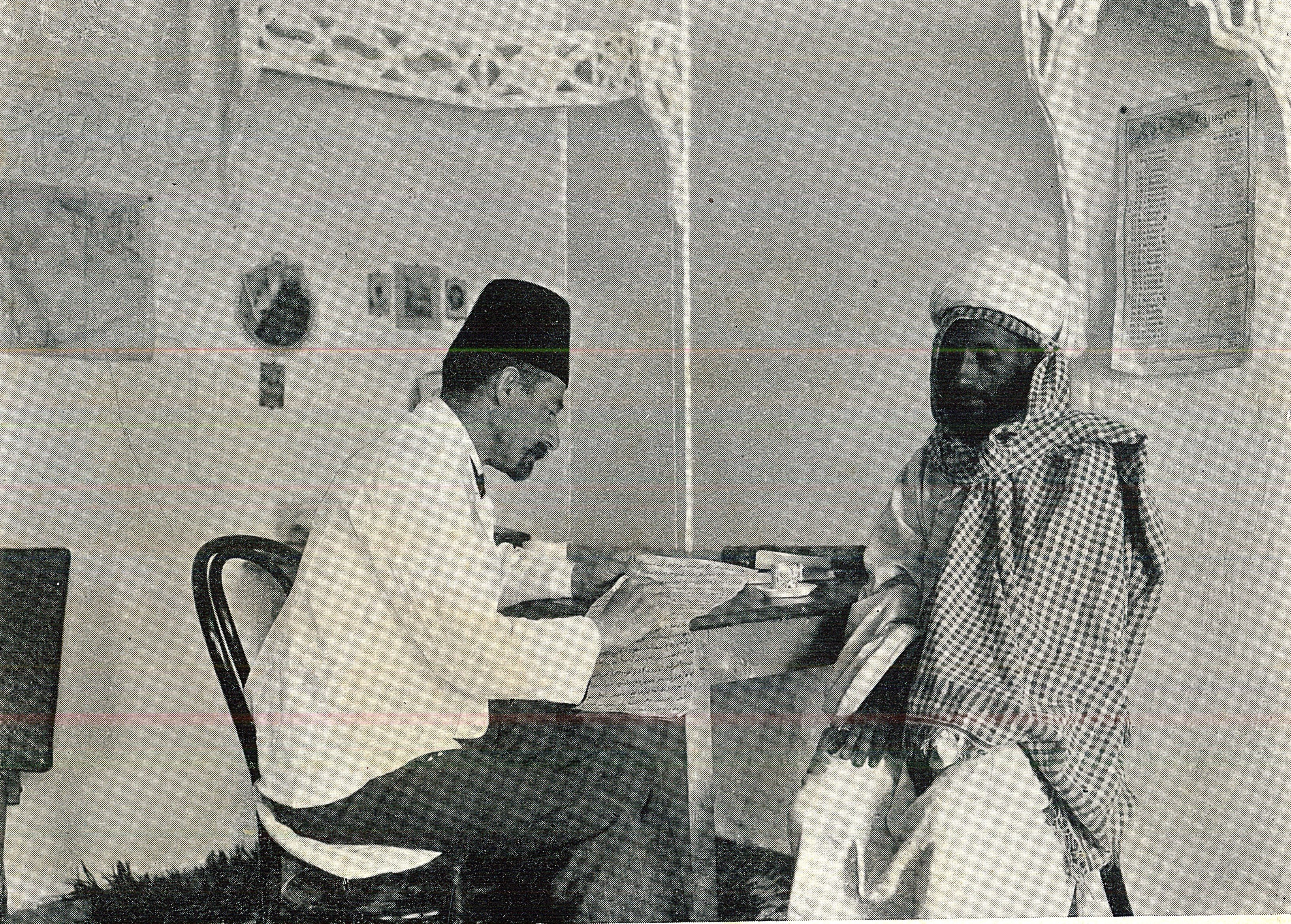
هيرمان بورخارت (يسار) مع أمين سره اليمني، أحمد محمد الجرادي (حوالي 1909)